# Volha Berazniova
Volha Viktarauna Berazniova –en bielorruso, Вольга Віктараўна Беразнёва– (Minsk, URSS, 10 de mayo de 1980) es una deportista bielorrusa que compitió en remo.
Ganó tres medallas en el Campeonato Mundial de Remo entre los años 2001 y 2003, y dos medallas en el Campeonato Europeo de Remo, en los años 2007 y 2011.
Participó en dos Juegos Olímpicos de Verano, ocupando el cuarto lugar en Sídney (ocho con timonel) y el séptimo en Atenas 2004 (cuatro scull).

## Palmarés internacional
| Campeonato Mundial | Campeonato Mundial | Campeonato Mundial | Campeonato Mundial |
| Año                | Lugar              | Medalla            | Prueba             |
| ------------------ | ------------------ | ------------------ | ------------------ |
| 2001               | Lucerna (Suiza)    | Medalla de bronce  | Doble scull        |
| 2002               | Sevilla (España)   | Medalla de bronce  | Cuatro scull       |
| 2003               | Milán (Italia)     | Medalla de plata   | Cuatro scull       |
| Campeonato Europeo |                    |                    |                    |
| Año                | Lugar              | Medalla            | Prueba             |
| 2007               | Poznań (Polonia)   | Medalla de bronce  | Doble scull        |
| 2011               | Plovdiv (Bulgaria) | Medalla de plata   | Ocho con timonel   |